# لورا دي فورس غوردون
لورا دي فورس غوردون (17 أغسطس 1838 - 5 أبريل 1907) وهي محامية وناشرة صحف ومنادية بمنح المرأة حق الاقتراع في ولاية كاليفورنيا الأمريكية. كانت أول امرأة تدير صحيفة يومية في الولايات المتحدة (صحيفة ستوكتون ديلي ليدر في عام 1874)، وثاني امرأة تمارس مهنة المحاماة في ولاية كاليفورنيا.
كانت غوردون من الداعمين الرئيسيين لقانون المرأة المحامية الذي سمح للنساء بممارسة مهنة المحاماة في ولاية كاليفورنيا. كذلك عملت غوردون على إدراج بند يمنع ولاية كاليفورنيا من فرض حظر على ممارسة النساء لأي مهنة يخترنها في دستور الولاية.

## النشأة
ولدت لورا دي فورس غوردون (اسمها عند الولاية لورا دي فورس) في بلدة نورث إيست بولاية بنسيلفانيا في يوم 17 أغسطس عام 1838. كان والدها يدعى أبرام دي فورس، وكانت والدتها تدعى كاثرين دوليتل ألين. أنجب الاثنان تسعة أطفال. عانى والدها من داء الروماتزم، ومع ذلك فقد تلقى أطفاله (ومن جملتهم ما لا يقل عن اثنين من بناته) تعليمًا في المدارس الحكومية.
التجأت العائلة إلى الروحانية عقب وفاة أحد الأطفال في عام 1855. جالت غوردون شمال شرق الولايات المتحدة، وألقت خطبًا عامة في الوقت الذي لم يتجاوز فيه عمرها الخمسة عشر ربيعًا. كان من جملة ذلك خطبة ألقتها في مدينة بوسطن حين كانت في الثامنة عشر من العمر. التقت في إحدى هذه الفعاليات بطبيب إسكتلندي يدعى تشارلز هـ. غوردون وتزوجته في عام 1862. انتقل الاثنان تدريجيًا صوب الغرب واستقر بهما الحال في مدينة نيو أورلينز (حيث كلف بالتمركز هناك إبان الحرب الأهلية)، وانتقلا بعدها إلى ولاية نيفادا لينتهي بهما الأمر في ولاية كاليفورنيا في عام 1870.
تطلقت غوردون من زوجها على أساس ارتكابه الزنا قبل عام 1878. كثيرًا ما أصبحت تشير إلى نفسها بالأرملة بدلًا من وصف نفسها بالمطلقة في ما بعد، وذلك بحكم أن الترمل كان «تفسيرًا أكثر قبولًا لانعدام الوصاية الذكورية».

## الصحافة
أصبحت غوردون محررة ومراسلة في صحيفة ستوكتون نارو غوج في عام 1873. استحوذت على صحيفة ستوكتون ويكلي ليدر وجعلتها صحيفة يومية في عام 1874. وهكذا غدت أول ناشرة صحف في الولايات المتحدة. نشرت صحيفة أوكلاند ديلي ديموكرات خلال الفترة الممتدة ما بين عام 1876 وعام 1878. كذلك عملت خلال تلك الفترة كمراسلة لصحيفة ساكرامنتو بي وغيرها من الصحف الأخرى. كان عندها مكتبها الصحفي الخاص في قاعة الجمعية التشريعية التابعة للولاية. كذلك عملت كمنظمة في رابطة ساحل المحيط الهادئ للصحافة.

## نشاطها في حركة منح المرأة حق الاقتراع
شهدت مسيرة غوردون الخطابية تحولًا من الروحانية إلى حقوق المرأة في أواخر ستينيات القرن التاسع عشر، ولعل ذلك يرجع إلى تأثير الروحانية التي أكدت على المساواتية والمساواة بين الجنسين. كانت الخطبة التي ألقتها غوردون في سان فرانسيسكو تحت عنوان «الامتياز الانتخابي: من يحق له الإدلاء بصوته» بتاريخ 19 فبراير عام 1868 الخطبة الأولى من نوعها على صعيد الحركة المطالبة بمنح المرأة حق الاقتراع. اجتذبت الخطبة حشدًا غفيرًا، وأضحى بعضهم قادة في الحركة المنادية بمنح النساء حق الاقتراع في ولاية كاليفورنيا.
ساعدت غوردون على تأسيس جمعية كاليفورنيا النسائية لمنح المرأة حق الاقتراع في عام 1870. وألقت أكثر من مئة خطبة حول منح النساء حق الاقتراع. كذلك عملت على الدعوة إلى منح النساء حق التصويت في ولاية نيفادا خلال أواخر ستينيات القرن التاسع عشر إذ ألقت خطبًا في جميع أنحاء الولاية وأمام المجلس التشريعي الخاص بالولاية في عام 1871. شبهت إحدى الصحف خطابتها بـ«سيل من اللهيب الرخيم».
كذلك سافرت غوردون خارج المنطقة الجنوبية الغربية، ومثلت كاليفورنيا في الرابطة الوطنية النسائية لمنح المرأة حق الاقتراع في مدينة نيويورك سنة 1872. أقدمت غوردون إلى جانب سوزان ب. أنتوني على مطالبة الحزب الجمهوري الليبرالي بجعلها ممثلة عن ولاية كاليفورنيا (وهو ما لاقى ردودًا هازئة)، وقدما قرارًا داعمًا لمنح النساء حق الاقتراع في مؤتمر الحزب لسنة 1872.
واصلت غوردون نشاطها الداعي لمنح النساء حق التصويت بعدما باشرت مسيرتها القانونية في عام 1879. إذ انتخبت رئيسة لرابطة ولاية كاليفورنيا المنادية بمنح المرأة حق الاقتراع في الفترة الممتدة من عام 1884 حتى عام 1894، وكانت متحدثة بالنيابة عن الحركة في الانتخابات الرئاسية لسنة 1888.